# Wuchuan (powiat)
Wuchuan (chiń. 武川县; pinyin: Wǔchuān Xiàn) – powiat w północnych Chinach, w regionie autonomicznym Mongolia Wewnętrzna, w prefekturze miejskiej Hohhot. W 1999 roku liczył 171 944 mieszkańców.